# Universidad Feevale
La Universidade Feevale (Feevale University) (Feevale) es una universidad brasileña ubicada en la ciudad de Novo Hamburgo (Vale do Rio dos Sinos, el mayor centro de fabricación de calzado del país) en la región metropolitana de Porto Alegre, Rio Grande do Sul. El proceso de selección es mediante prueba de acceso y evaluación continua.
Es una entidad comunitaria, sin fines de lucro, con autonomía didáctica, científica, administrativa y disciplinaria. A través de la enseñanza de pregrado, posgrado, investigación y extensión, Feevale educa a los ciudadanos.

## Historia
El 28 de junio de 1969 se fundó la Associação Pró-Ensino Superior em Novo Hamburgo (Aspeur), mantenedora de Feevale bajo el nombre de Federação de Estabelecimentos de Ensino Superior em Novo Hamburgo (Federación de Instituciones de Educación Superior de Novo Hamburgo).
Feevale tiene aproximadamente 18.000 estudiantes en todos los niveles de educación y 1.450 profesores. Tiene dos campus: el Campus I está en la Avenida Dr. Maurício Cardoso, 510, barrio Hamburgo Velho y el Campus II en RS-239, 2755, barrio de Vila Nova.